# 西蒙·史泰蘭特
西蒙·史泰蘭特（瑞典語：Simon Strand，1993年5月25日—）是一名瑞典足球運動員，司職後衛，現效力於瑞典超級足球聯賽球會艾夫斯堡。